# Mistrovství Evropy v judu 1961
XI. Mistrovství Evropy v judu za rok 1961 proběhlo v Miláně, Itálie ve dnech 13. až 14. května 1961.

## Informace a program turnaje
- seznam účastníků

Na mistrovství Evropy bylo přihlášeno 16 zemí – Francie, Spojené království, Belgie, Nizozemsko, Španělsko, Švýcarsko, Lucembursko, Rakousko, Jugoslávie, Dánsko, Spolková republika Německo, Německá demokratická republika, Československo, Maďarsko, Polsko a domácí Itálie.
Judisté bojovali k.o. vyřazovacím způsobem. Judista, který v turnaji prohrál byl definitivně vyřazen. Poražení semifinalisté získali automaticky bronzovou medaili (3. místo).  
Ožehavým tématém mistrovství Evropy v Miláně byla po zařazení juda do programu olympijských her účast judistů, kteří byli například majiteli soukromých judistických škol. Tedy za svojí trenérskou činnost inkasovali peníze. Proto od mistrovství Evropy 1962 byly váhové kategorie rozděleny na amatérskou a otevřenou třídu.
- PA – 13. 5. 1961 – soutěž družstev, technické stupně a kategorie bez rozdílu vah
- SO – 14. 5. 1961 – váhové kategorie mužů a juniorů

## Československá stopa
Čeští judisté na vrcholných sportovních akcích
Vedoucí výpravy: Oldřich Hradec, šéftrenér reprezentace: Bohumil Jordán.
Na mistrovství Evropy startovalo za Československo 7 judistů:
- −68 kg: František Kuna (*1936) z ASD Dukla Plzeň, obsadil 3. místo
- −68 kg: Svatopluk Fröde (*1940) z ASD Dukla Plzeň

- −80 kg: Petr Jákl st. (*1941) z TJ Slavia VŠ Praha
- −80 kg: František Jelen (*1941) z ASD Dukla Plzeň, obsadil 5. místo

- +80 kg: Jindřich Kaděra (*1937) z TJ Baník Ostrava
- +80 kg: Josef Novotný (*1934) z TJ Gottwaldov, obsadil 5. místo

- BRV: Jaroslav Polák (*1937) z TJ Spartak Hradec Králové, obsadil 5. místo
- BRV: Petr Jákl st. (*1941) z TJ Slavia VŠ Praha

- 1. Dan: František Jelen (*1941) z ASD Dukla Plzeň
- 1. Dan: Josef Novotný (*1934) z TJ Gottwaldov, obsadil 3. místo
- 2. Dan: Jindřich Kaděra (*1937) z TJ Baník Ostrava
- 2. Dan: Jaroslav Polák (*1937) z TJ Spartak Hradec Králové

V soutěži družstev prohrálo Československo v úvodním kole s Jugoslávií 2:3.

## Výsledky

### Individuální soutěže
| Muži    | Zlato                                          | Stříbro                 | Bronz                   | Bronz                   |
| Muži    | Váhové kategorie                               | Váhové kategorie        | Váhové kategorie        | Váhové kategorie        |
| ------- | ---------------------------------------------- | ----------------------- | ----------------------- | ----------------------- |
| −68 kg  | Claude Mesenburg (FRA)                         | André Bourreau (FRA)    | František Kuna (TCH)    | Luigi Fiocchi (ITA)     |
| −80 kg  | Heinrich Metzler (FRG)                         | Paul Kunisch (AUT)      | Ferdinand Miebach (FRG) | Michel Franceschi (FRA) |
| +80 kg  | Anton Geesink (NED)                            | Herbert Niemann (GDR)   | Franz Sineck (FRG)      | Borivoje Cvejić (YUG)   |
| Muži    | Zlato                                          | Stříbro                 | Bronz                   | Bronz                   |
| Muži    | Kategorie technických stupňů                   |                         |                         |                         |
| 1. Dan  | Herbert Niemann (GDR)                          | Yves Reymond (FRA)      | Benno Rigger (AUT)      | Josef Novotný (TCH)     |
| 2. Dan  | Jan van Ierland (NED)                          | Lionel Grossain (FRA)   | Georges Bouvier (BEL)   | Anthony Sweeney (GBR)   |
| 3. Dan  | Jean-Pierre Dessailly (FRA)                    | Willem Dadema (NED)     | Heinrich Metzler (FRG)  | John Ryan (GBR)         |
| 4. Dan  | Nicola Tempesta (ITA)                          | Theodor Guldemont (BEL) | Hein Essink (NED)       | Daniel Outelet (BEL)    |
| Muži    | Zlato                                          | Stříbro                 | Bronz                   | Bronz                   |
| Muži    | Kategorie bez rozdílu vah a technických stupňů |                         |                         |                         |
|         | Anton Geesink (NED)                            | Michel Bourgoin (FRA)   | Karl Nitz (GDR)         | John Ryan (GBR)         |
| Junioři | Zlato                                          | Stříbro                 | Bronz                   | Bronz                   |
| Junioři | Váhové kategorie juniorů                       |                         |                         |                         |
| −80 kg  | Jan Snijders (NED)                             | Wantby (BEL)            | Micha (GDR)             | Rappaport (SUI)         |
| +80 kg  | Jean-Marc Bonaglio (FRA)                       | Schmitz (NED)           | Frédéric Kyburz (SUI)   | Willimski (GDR)         |
| Junioři | Zlato                                          | Stříbro                 | Bronz                   | Bronz                   |
| Junioři | Kategorie bez rozdílu vah juniorů              |                         |                         |                         |
|         | Jean-Marc Bonaglio (FRA)                       | Kovacs (HUN)            | Micha (GDR)             | Dagallier (SUI)         |

### Soutěže družstev
| Muži                              | Zlato                                                                                                 | Stříbro | Bronz                                                                                             | Bronz                                                                                                |
| --------------------------------- | --- | --- | ------------------------------------------------------------------------------------------------- | --- |
| Družstva podle váhových kategorií | Nizozemsko (NED) (Willem Dadema, Adrian de Wolf, Johannes Schaeffer, Anton Geesink, Theo van Ierland) | Francie (FRA) (Michel Bourgoin, Henri Courtine, Jean-Pierre Dessailly, Lionel Grossain, Alphonse Lemoine, Mathieu Vallauri) | Spojené království (GBR) (Kenneth Maynard, Raymond Ross, John Ryan, Anthony Sweeney, W. Woodhead) | Itálie (ITA) (Danilo Baccianini, Romano Polverari, Nicola Tempesta, Remo Venturelli, Gino Zanchetti) |